# George Balanchine
Giorgi Melitonovich Balanchivadze (São Petersburgo, 22 de janeiro de 1904 – Nova Iorque, 30 de abril de 1983) foi um coreógrafo norte-americano de ascendência georgiana e russa.

## Biografia
Nasceu em São Petersburgo, na Rússia, em 1904, com o nome de Georgi Militonovitch Balanchivadze. Influenciado pelo pai, que era compositor, o jovem bailarino estudou composição e piano no Conservatório de Leningrado, o que fez com que se tornasse, segundo críticos da época, o coreógrafo de maior conhecimento musical de seu tempo.
Começou na Escola Imperial em 1914, onde veio a se formar sete anos depois. Estreou como coreógrafo em 1923, com um pequeno grupo de bailarinos, entre os quais Alexandra Danilova e no ano seguinte, sua companhia denominada "Os Bailarinos do Estado Russo" incursionou pelo estrangeiro para fugir para o mundo ocidental.
Desertou da União Soviética em 1924, quando foi então convidado por Diaghilev para ingressar em sua Companhia, os Ballets Russes. Nesta Companhia, criou importantes coreografias como La Pastorale, Jack in the Box e Triumph of Neptune. 
Nos Estados Unidos, aceitando o convite de Lincoln Kirstein (1907-1996), que sonhava em criar uma escola e companhia de balé na América, Balanchine desenvolve uma dança totalmente nova, a partir dos estilos dos balés clássicos francês, italiano e russo. Teve uma longa colaboração com Igor Stravinsky (Apollo foi uma das coreografias que fizeram juntos), e em 1934 fundou em Nova Iorque a School of American Ballet. E em 1948, cria a Companhia de balé Americano, o New York City Ballet, passando então, a trabalhar como mestre de balé e principal coreógrafo da Companhia, até a sua morte, em 1983.
Com toda sua enorme trupe de bailarinos, mudou-se em 1964 para o New York State Theater, instalado no Lincoln Center, que foi especialmente construído para ele. Quando morreu, da doença de Creutzfeldt-Jakob, os bailarinos oriundos de sua companhia dirigiam mais de dez companhias de balé nos Estados Unidos, Suíça e Japão.
Balanchine é reconhecido como o coreógrafo que revolucionou o pensamento e a visão sobre a dança no mundo, sendo responsável pela fusão dos conceitos modernos com as ideias tradicionais do balé clássico, o verdadeiro criador do bailado contemporâneo e um dos maiores influenciadores dos mestres da dança de nossos dias, a exemplo de Antony Tudor, William Dollar, Agnes de Mille, Alvin Ailey, John Neumeier, Robert Joffrey, Harold Lang, Arthur Mitchell, Richard Tanner, William Forsithe, Twyla Tharp e até os modernos Alwin Nikolais, Eliot Feld e Merce Cunningham, além de Jerome Robbins (Jerome Rabinovitz), expressão máxima da criação neoclássica norte-americana, igualmente de origem russo-judaica.
Entre os mais de quatrocentos trabalhos do artista, destacam-se: Serenade (1934), Concerto Barocco (1941), Le Palais de Cristal, mais tarde renomeada para Symphony in C (1947), Orpheus (1948), The Nutcracker (1954), Agon (1957), Symphony in Three Movements (1972), o Concerto para Violino de Stravinsky (1972), Valsas de Viena (1977), Ballo della Regina (1978), e Mozartiana (1981). Seu último balé, Variations for Orchestra, foi criado em 1982. Sua produção inclui ainda coreografias para filmes, óperas e musicais, destacando-se a famosa para o palco, On Your Toes (1936), que mais tarde transformou-se em filme.
Balanchine escreveu de si mesmo, "Nós devemos primeiramente compreender que a dança é uma arte independente, não um mero acompanhamento. Eu acredito que ela seja uma das grandes artes…A coisa importante no balé é o movimento por si mesmo. Um balé pode conter uma história, mas o espetáculo visual… é o elemento essencial. O coreógrafo e o bailarino devem lembrar-se que eles devem alcançar a plateia através dos olhos. Esta é a ilusão no qual convence a plateia, tal como é no trabalho de um mágico." Balanchine se comparava a um artesão, como se fosse um cozinheiro ou marceneiro.
Durante sua trajetória recebeu muitas homenagens oficiais e reconhecimento pelo seu trabalho: Em 1975, o  Entertainment Hall of Fame in Hollywood lhe indicou como um membro, em um especial de televisão dirigido por Gene Kelly e neste mesmo ano recebeu o French Légion d'Honneur. Em 1978, foi um dos cinco distinguidos (com Marian Anderson, Fred Astaire, Richard Rodgers, e Artur Rubinstein) do primeiro Kennedy Center Honors, presidido pelo presidente Jimmy Carter. Era também sempre presenteado com o Knighthood of the Order of Dannebrog, da Rainha Margrethe II da Dinamarca. Em 1980, foi homenageado pelo National Society of Arts and Letters com o prêmio Gold Medal. Do governo Australiano recebeu o Austrian Cross of Honor for Science and Letters e recebeu também o prêmio "Heart of New York", pelo New York Chapter of the American Heart Association. Na França foi agraciado com as condecorações do French Commander of the Order of Arts and Letters e do National Institute of Arts and Letters por suas contribuições as artes. O último prêmio de maior importância recebido por ele, apesar de ausente, foi a Presidential Medal of Freedom em 1983, a maior honra que pode ser oferecida a um cidadão Norte Americano. Neste momento, o presidente Ronald Reagan elogiou o gênio de Balanchine, dizendo que ele tinha "inspirado milhões com as suas coreografias no palco....e maravilhado uma população diversa através do seu talento." Pouco tempo depois, em 30 de abril de 1983, George Balanchine morre em Nova Iorque aos 79 anos.

## Trabalho
Fontes:
- 1928 Apollo
- 1929 Le Bal
- 1929 The Prodigal Son
- 1935 Serenade
- 1936 Slaughter on Tenth Avenue
- 1936 Zenobia
- 1937 Jeu de cartes
- 1941 Concerto Barocco
- 1941 Tschaikovsky Piano Concerto No. 2
- 1942 Circus Polka
- 1946 La Sonnambula
- 1946 The Four Temperaments
- 1947 Haieff Divertimento
- 1947 Symphonie Concertante
- 1947 Symphony in C
- 1947 Theme and Variations
- 1948 Orpheus
- 1948 Pas de Trois (Minkus)
- 1949 Bourrée fantasque
- 1949 The Firebird
- 1950 Sylvia Pas de Deux
- 1951 À la Françaix
- 1951 La Valse
- 1951 Swan Lake (Ato 2)
- 1952 Bayou
- 1952 Concertino
- 1952 Harlequinade Pas de Deux
- 1952 Metamorphoses
- 1952 Scotch Symphony
- 1954 Ivesiana
- 1954 The Nutcracker
- 1954 Western Symphony
- 1955 Pas de Dix
- 1955 Pas de Trois
- 1956 Allegro Brillante
- 1956 Divertimento No. 15
- 1957 Agon
- 1957 Square Dance
- 1958 Gounod Symphony
- 1958 Stars and Stripes
- 1959 Episodes
- 1960 Donizetti Variations
- 1960 Liebeslieder Walzer
- 1960 Monumentum pro Gesualdo
- 1960 Ragtime (I)
- 1960 Tschaikovsky Pas de Deux
- 1961 Raymonda Variations
- 1962 A Midsummer Night's Dream
- 1963 Bugaku
- 1963 Meditation

- 1963 Movements for Piano and Orchestra
- 1964 Clarinade
- 1964 Tarantella
- 1965 Don Quixote
- 1965 Harlequinade
- 1966 Brahms–Schoenberg Quartet
- 1966 Variations
- 1967 Divertimento Brillante
- 1967 Jewels
  - Emeralds
  - Rubies
  - Diamonds
- 1967 Ragtime (II)
- 1967 Valse-Fantaisie
- 1968 Metastaseis and Pithoprakta
- 1968 Requiem Canticles
- 1968 La Source
- 1968 Slaughter on Tenth Avenue
- 1970 Tschaikovsky Suite No. 3
- 1970 Who Cares?
- 1972 Divertimento from Le baiser de la fée
- 1972 Duo Concertant
- 1972 Pulcinella
- 1972 Scherzo à la Russe
- 1972 Stravinsky Violin Concerto
- 1972 Symphony in Three Movements
- 1973 Cortège Hongrois
- 1974 Coppélia
- 1974 Variations pour une porte et un soupir
- 1975 Le tombeau de Couperin
- 1975 Pavane
- 1975 Sonatine
- 1975 The Steadfast Tin Soldier
- 1975 Tzigane
- 1976 Chaconne
- 1976 Union Jack
- 1977 Etude for Piano
- 1977 Vienna Waltzes
- 1978 Ballo della Regina
- 1978 Kammermusik No. 2
- 1979 Le Bourgeois Gentilhomme
- 1980 Ballade
- 1980 Robert Schumann’s Davidsbündlertänze'
- 1980 Walpurgisnacht Ballet
- 1981 Garland Dance
- 1981 Hungarian Gypsy Airs
- 1981 Mozartiana
- 1982 Élégie
- 1982 Noah and the Flood
- 1982 Tango
- 1982 Variations for Orchestra